# Minglanilla
Minglanilla és un municipi de la província de Conca situat a la comunitat autònoma de Castella la Manxa, a la zona sud de la província i també al sud de la ciutat de Conca. En el cens de 2007 tenia 2532 habitants en un territori de 109,64 km².

## Demografia
| 1991 | 1996 | 2001 | 2004 |
| ---- | ---- | ---- | ---- |
| 2255 | 2364 | 2239 | 2309 |